# Богатый колодезь
Богатый колодезь (Богатяновский источник) — памятник истории и природы в городе Ростове-на-Дону по Богатяновскому спуску, между улицами Седова и Береговой.

## История и описание
Согласно преданию, молодой государь Пётр Алексеевич, разъезжая по окрестностям с генералами и казачьями старшинами, наблюдал движение русских кораблей к верфи в устье Темерника. Заметив место, где из известнякового склона били родники, государь, утолив жажду из самого полноводного, воскликнул: «Богатый колодезь!».
Это место и получила такое географическое название при составлении первых русских карт земель в низовьях Дона после взятия Азова.
Вблизи урочища Богатый колодезь в 1749 году была основана Темерницкая таможня, с которой начинается биография Ростова-на-Дону. Сам источник стал ориентиром, выбранным для географической привязки крепости во имя Св. Дмитрия Ростовского к берегу реки.
Водою Богатого колодезя пользовались солдаты, офицеры и жители крепости, а также обитатели ближней слободы Полуденки.
В структуре крепости источник оказался на склоне возле артиллерийской пристани; от него проложили «ложбину и трубу для стечения из богатого источника воды» — гидротехническое сооружение, обозначенное на карте Ростовской крепости 1768 года пунктирной линией и литерой С.
Родник, впоследствии названный Богатяновским источником, снабжал водой кварталы города в XIX и начале XX веков. Из него брал воду первый городской водопровод, начавший свою работу в 1860 году. С середины 1920 годов воду из источника используют только для технических целей.
Своими названиями бывший Богатяновский проспект и современный Богатяновский спуск также обязаны Богатому колодезю.
В XIX веке над одним из родников былого урочища Богатый колодезь был сооружён каптаж с небольшой каменной ротондой, которая, неоднократно изменяя облик, существовала до конца 1990-х годов.
В 1988 году источник объявили памятным местом, которое тесно связано с основанием города Ростов-на-Дону.
В преддверии 250-летия города ротонда и площадка вокруг неё были реконструированы и благоустроены с использованием форм промышленной архитектуры конца XIX века, установлена мемориальная доска (архитектор — Борис Пивторак).